# Río Miño (2007)
El buque Río Miño es un antiguo barco pesquero de manufactura japonesa, utilizado actualmente como patrullero de altura por el Servicio Marítimo de la Guardia Civil. Su distintivo de llamada es ECNL y su número IMO es 8410471.

## Construcción

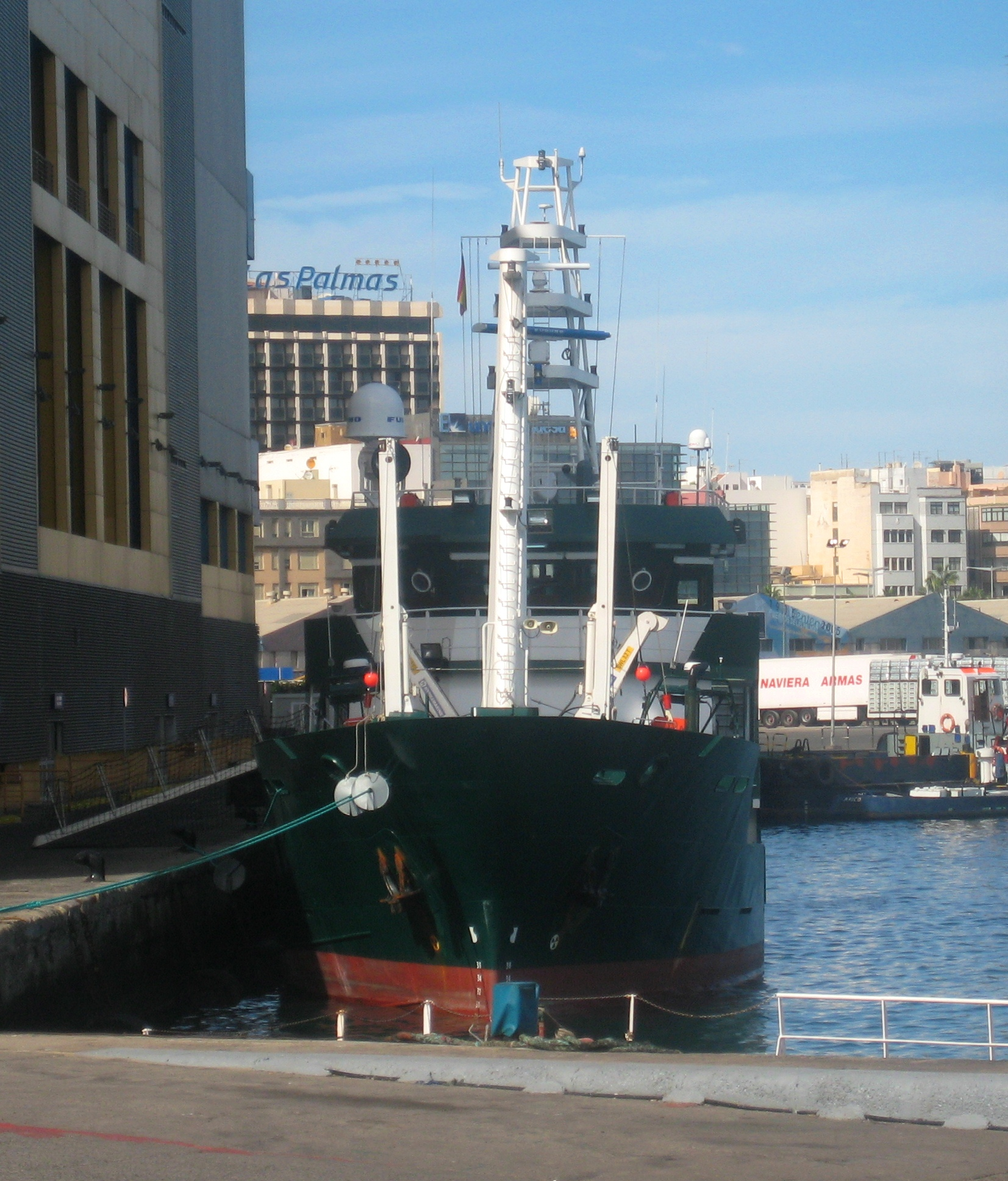
Vista por la proa.

Fue construido en los astilleros KK Kanasashi Zosen (Japón) y botado a la mar en el año 1984, como pesquero de altura, siendo bautizado como Tensho Maru N.º 28.

## Historial
En 2007 estuvo destacado en Senegal para el control de la inmigración.
El 27 de agosto de 2014, en aguas internacionales y a la altura de Portugal, interceptó al velero alquilado en Valencia Pandora Lys que tripulado por tres personas, transportaba con destino a Galicia 800 kg de cocaína a bordo.
El 11 de septiembre de 2014, cerca de Melilla, interceptó un yate que navegaba con rumbo a costas españolar y transportaba 300 kg de hachís a bordo.
A finales de noviembre, participó en una operación conjunta con un buque de la Guardia de Finanza de Italia en la que se interceptó un pesquero de bandera egipcia procedente de Marruecos y con rumbo a la costa italiana, que transportaba 15 toneladas de hachís, de las que solo se pudieron aprehender unos 1600 kg al hundirse la embarcación, presumiblemente, saboteada por sus tripulantes.